# Exetastes tobiasi
Exetastes tobiasi là một loài tò vò trong họ Ichneumonidae.